# Cosimo
Cosimo  è un nome proprio di persona italiano maschile.

## Varianti
- Maschili: Cosma[1][2][3][4][6], Cosmo[2][4][5], Cosmano[4][5], Cusmano[4], Cusumano[4], Gusmano[4], Cosmè[5]
  - Alterati: Cosimino[4][5], Cosmino[4]
  - Ipocoristici: Mimino, Mino, Mimmo
  - Composti: Cosma Damiano[4], Cosmo Damiano[4], Cosimo Damiano[4]
- Femminili: Cosima[3][4][5][6][8]
  - Alterati: Cosimina
  - Ipocoristici: Mimina, Mimma

### Varianti in altre lingue
- Basco: Kosma[9]
- Bulgaro: Козма (Kozma), Кузман (Kuzman)[1]
- Croato: Kuzma
- Catalano: Cosme[9]
- Francese: Côme[1], Cosme[1]
- Galiziano: Cosme[9]
- Greco bizantino: Κοσμάς (Kosmas)[1][4]
- Inglese: Cosmo[7][10]
- Latino: Cosmas[1][2], Cosmus[2], Cosimus[2]
- Macedone: Кузман (Kuzman)[1]
- Portoghese: Cosme[1]
- Rumeno: Cosmin[1]
  - Rumeno: Cosmina[8]
- Russo: Кузьма (Kuz'ma)[1]
- Serbo: Козма (Kozma), Кузман (Kuzman)[1]
- Siciliano: Còcimu, Còsimu, Cusmanu, Cusumanu
- Sloveno: Kozma
- Spagnolo: Cosme[9]

## Origine e diffusione
Deriva dal nome greco Κοσμᾶς (Kosmâs), da ricondurre probabilmente all'aggettivo κοσμος (kosmos) o a una serie di vocaboli correlati quali κοσμέω (kosméō) e κόσμιος (kósmios), termini che hanno vari significati quali "ordine [dell'universo]", "mondo", "ornamento", "disciplina", "decoro", "gravità" e via dicendo; non è impossibile che il nome greco fosse in origine un ipocoristico di altri nomi che iniziassero con tali radici.
L'originale diffusione del nome è dovuta al culto dei santi Cosma e Damiano, particolarmente diffuso fra i bizantini grazie al cui influsso giunse in Italia meridionale, dove il nome è particolarmente comune in Calabria e Sicilia; da qui, nel Basso Medioevo, venne assimilato dai musulmani nella forma Kuzman, da cui discendono le odierne varianti "Cusmano", "Cosmano" e via dicendo. Latinizzato nella forma Cosmas, il nome in italiano si presenta principalmente nella forma "Cosimo", affiancata da "Cosma" e "Cosmo": etimologicamente, "Cosimo" è un'epentesi di "Cosmo", mentre l'uscita in -o si deve al tentativo di conformare Cosma alla tradizionale desinenza maschile dell'onomastica italiana.
Nella forma Cosma, il nome è tipico della Puglia; Cosmino e Cosmina sono tipicamente piemontesi, Gusmano è toscano e Cusmano e Cusumano sono più frequenti in provincia di Trapani. Cosimo è di gran lunga la forma più diffusa in tutta Italia, grazie anche al prestigio dei vari membri della famiglia De' Medici – di cui era nome tradizionale – che lo portarono. La forma Guzmano potrebbe avere radici nello spagnolo Guzman (di formazione probabilmente analoga a quella di Cosmano), e deve almeno in parte la sua diffusione alla venerazione verso san Domenico di Guzmán.
In Gran Bretagna la forma Cosmo fu introdotta nel XVIII secolo dal duca Alexander Gordon, che chiamò così suo figlio in onore di Cosimo III de' Medici, di cui era amico.

## Onomastico
L'onomastico si festeggia il 26 settembre in onore di san Cosma, martire, decapitato nei pressi di Antiochia sotto Diocleziano assieme al fratello Damiano. Con questo nome si ricordano anche, alle date seguenti:
- 3 gennaio, san Cosma, patriarca di Costantinopoli[14][15]
- 15 gennaio, san Cosma il Melode, vescovo di Mayuma[12]
- 6 febbraio, san Cosma Takeya, ucciso a Nagasaki, uno dei ventisei martiri del Giappone[13]
- 18 aprile, san Cosma, vescovo di Calcedonia[14]
- 16 agosto, san Cosma, vescovo di Napoli[14]
- 10 settembre, san Cosma, vescovo di Palermo[14]
- 6 ottobre, beato Cosma, martire a Kyoto[13]
- 5 novembre, beato Cosma da Carboniano, martire della Chiesa apostolica armena[13]
- 18 novembre, beato Cosma Takeya Sozaburo, martire a Nagasaki[13]

## Persone

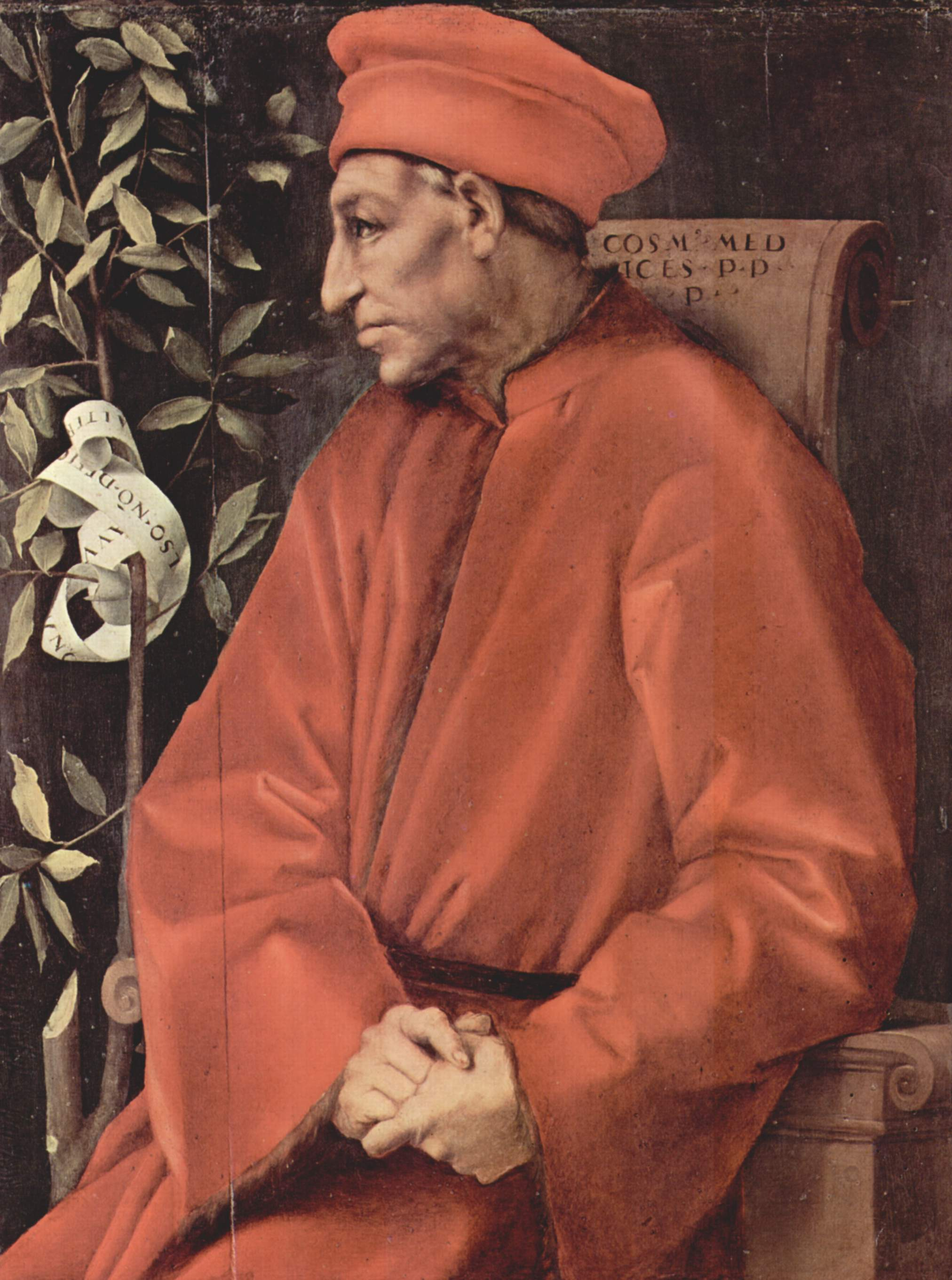
Cosimo de' Medici

- Cosimo de' Medici detto il Vecchio o pater patriae, politico e banchiere italiano, primo signore di fatto di Firenze
- Cosimo I de' Medici, duca di Firenze e granduca di Toscana
- Cosimo II de' Medici, duca di Firenze e granduca di Toscana
- Cosimo III de' Medici, duca di Firenze e granduca di Toscana
- Cosimo Amidei, giurista e filosofo italiano
- Cosimo Aldo Cannone, pilota motonautico italiano
- Cosimo Alessandro Collini, scienziato, filosofo e naturalista italiano
- Cosimo Cristina, giornalista italiano
- Cosimo De Giorgi, scienziato italiano
- Cosimo Fanzago, scultore, architetto e nobile italiano
- Cosimo Morelli, architetto svizzero-italiano
- Cosimo Ridolfi, agronomo e politico italiano
- Cosimo Rosselli, pittore italiano
- Cosimo Ruggeri, astrologo italiano

### Variante Cosma
- Cosma, medico e santo arabo
- Cosma I, patriarca ortodosso
- Cosma II, patriarca ortodosso
- Cosma III, patriarca ortodosso
- Cosma di Iacopo, scultore italiano

Cosmo Guastella

- Cosma Indicopleuste, pseudonimo di Costantino di Antiochia, mercante e navigatore siriaco
- Cosma Nepita, giurista e magistrato italiano
- Cosma Orsini, cardinale e vescovo cattolico italiano
- Cosma Praghese, scrittore, sacerdote e storico boemo
- Cosma d'Etolia, martire e santo ortodosso

### Variante Cosmo

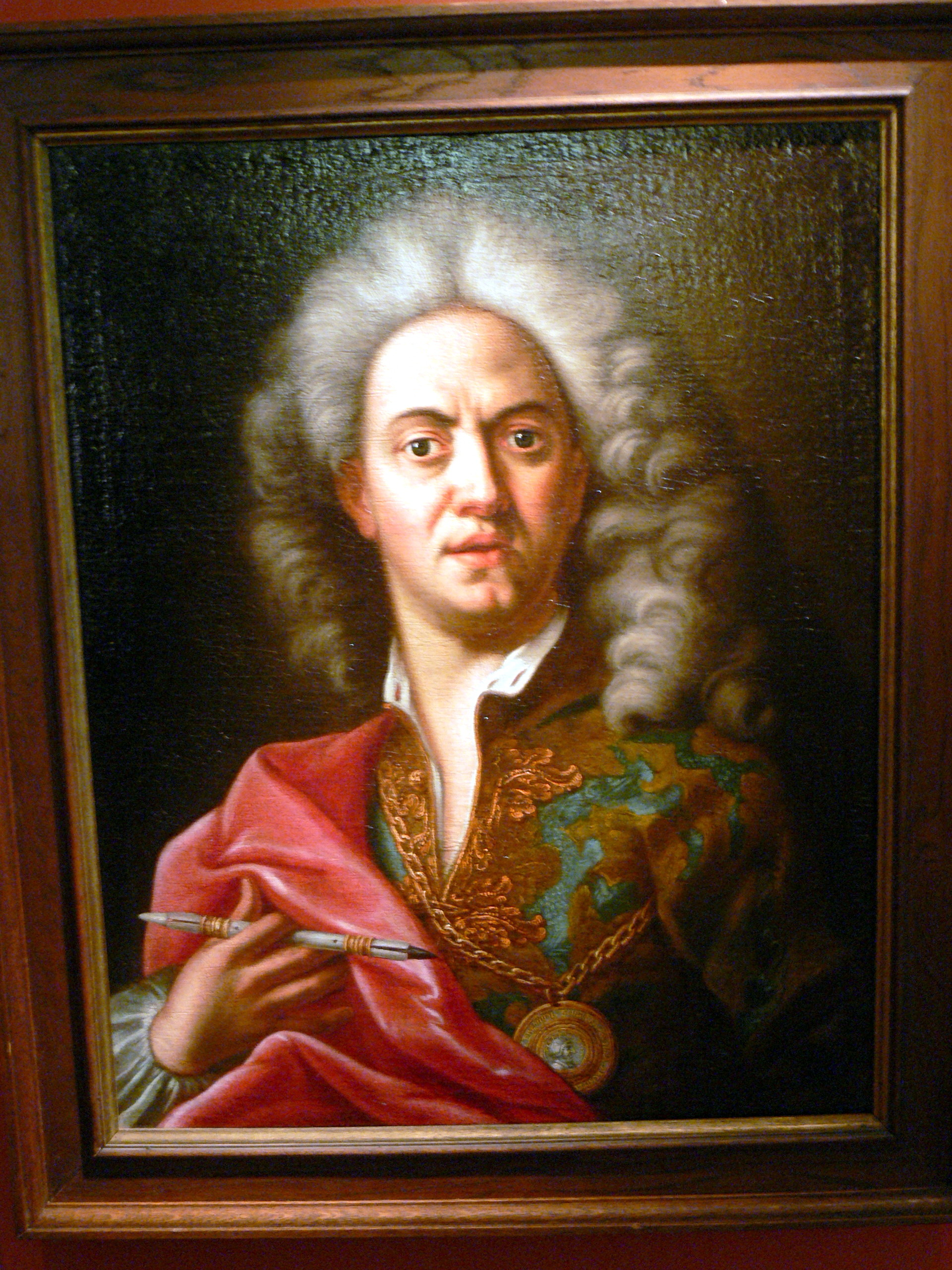
Cosmas Damian Asam

- Cosmo D'Angeli, pittore e scultore italiano
- Cosmo Maria De Horatiis, medico italiano
- Cosmo Duff-Gordon, schermidore britannico
- Cosmo Guastella, filosofo italiano
- Cosmo Lang, arcivescovo e teologo britannico
- Cosmo Francesco Ruppi, arcivescovo cattolico italiano

### Variante Cosmin
- Cosmin Bărcăuan, calciatore rumeno
- Cosmin Contra, calciatore rumeno
- Cosmin Hănceanu, schermidore rumeno
- Cosmin Matei, calciatore rumeno
- Cosmin Moți, calciatore rumeno
- Cosmin Olăroiu, calciatore e allenatore di calcio rumeno
- Cosmin Radu, pallanuotista rumeno

### Altre varianti maschili

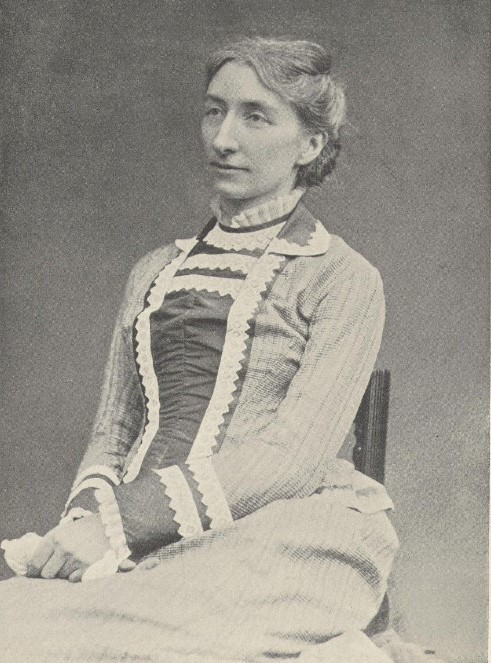
Cosima Wagner

- Cosmas Damian Asam, pittore, architetto e scultore tedesco
- Cosme da Silva Campos, calciatore brasiliano
- Cosme Rivera, pugile messicano
- Cosmè Tura, pittore italiano

### Variante femminile Cosima
- Cosima Coppola, attrice e danzatrice italiana
- Cosima De Vito, cantante australiana
- Cosima Wagner, figlia di Franz Liszt e moglie di Richard Wagner

## Il nome nelle arti
- Cosmo è un personaggio della serie animata Due fantagenitori.
- Cosimo Piovasco di Rondò è il nome del protagonista del romanzo di Italo Calvino Il barone rampante
- Cosima Saalfeld è un personaggio della soap opera Tempesta d'amore.
- Cosima è il titolo di un romanzo di Grazia Deledda, pubblicato postumo; la protagonista ha questo nome.